# Vitanau
Vitanau ist ein osttimoresischer Ort im Suco Vatuvou (Verwaltungsamt Maubara, Gemeinde Liquiçá). Er liegt im Süden der Aldeia Vatu-Nau in einer Meereshöhe von 602 m, östlich des Flusses Palapu. Nördlich befinden sich die Orte Hataulete und Katnaulete.